# Chaume-lès-Baigneux
Chaume-lès-Baigneux is een gemeente in het Franse departement Côte-d'Or (regio Bourgogne-Franche-Comté) en telt 99 inwoners (2009). De plaats maakt deel uit van het arrondissement Montbard.

## Geografie
De oppervlakte van Chaume-lès-Baigneux bedraagt 12,9 km², de bevolkingsdichtheid is dus 7,7 inwoners per km².
De onderstaande kaart toont de ligging van Chaume-lès-Baigneux met de belangrijkste infrastructuur en aangrenzende gemeenten.

## Demografie
Onderstaande figuur toont het verloop van het inwonertal (bron: INSEE-tellingen).